# Keisuke Hada
Keisuke Hada (jap. 羽田 敬介 Hada Keisuke; ur. 20 lutego 1978) – japoński piłkarz występujący na pozycji bramkarza.

## Kariera klubowa
Od 1996 do 2007 roku występował w klubach Shimizu S-Pulse, Cerezo Osaka i Ehime FC.